# Castruccio Castracani
Castruccio Castracani, né en 1281 à Lucques, mort le 3 septembre 1328 à Lucques, est un condottiere, qui fut duc de Lucques.

## Biographie
Né dans une famille inféodée aux Gibelins, les Antelminelli, il est contraint à l’exil avec son père par le clan des Guelfes vers l’an 1300 lorsque sa famille est bannie de Lucques et s’engage dans de fructueuses opérations commerciales. Il n’avait alors que dix-neuf ans ; c’est à cet âge qu’il perdit son père et sa mère à Ancône, où il s’était retiré. Se trouvant orphelin, il se voua aux armes, et il erra longtemps de pays en pays pour chercher du service. Il fit la guerre en France et en Angleterre, mais surtout en Lombardie, où le parti auquel il était attaché avait le dessus, et où sa liaison personnelle avec les Visconti de Milan, les Della Scala de Vérone et les Bonacossi de Mantoue, pouvait lui être utile pour le rétablir dans sa patrie.
Pendant qu’il était en Lombardie, les Lucquois, attaqués vivement par les Pisans, consentirent, pour acheter la paix, à rappeler leurs exilés. Les émigrés gibelins, en rentrant à Lucques, choisirent Castruccio pour leur chef ; ses succès militaires lui méritèrent cet honneur. A peine rentré dans sa patrie, il voulut se venger de ceux qui l’en avaient longtemps exilé ; il les attaqua le 14 juin 1314 ; mais tandis qu’il combattait contre eux, Uguccione della Faggiola, seigneur de Pise, dont il avait demandé les secours, entra dans Lucques sans rencontrer de résistance : il livra cette ville au pillage, et s’en attribua la souveraineté, courbant sous le même joug les Guelfes, ses ennemis, et les Gibelins qui l’avaient appelé.
L’esprit de parti semblait, à cette époque, plus fort que l’amour de la patrie, ou que l’ambition même. Castruccio seconda vaillamment Uguccione, le premier capitaine du parti Gibelin, dans ses guerres contre les Guelfes ; il contribua surtout à la victoire que ce général remporta sur les Florentins à Montecatini, le 29 août 1315, et il augmenta ainsi le crédit qu’il avait déjà dans son parti.
Neri, fils d’Uguccione, qui commandait pour son père à Lucques, conçut de la défiance d’une si grande popularité, et il fit arrêter Castruccio en 1316. Il voulait même l’envoyer au supplice ; mais avant de le faire, il pria son père de venir l’appuyer avec un parti de cavalerie. Les Lucquois prirent les armes avant qu’Uguccione fût entré dans leur ville ; en même temps les Pisans se révoltèrent dès qu’ils le virent sortir de la leur. Les premiers forcèrent Néri à leur rendre Castruccio. Il avait encore les fers aux pieds et aux mains : ces fers servirent d’étendard aux insurgés ; ils les portèrent devant eux à l’attaque de toutes les forteresses, et ils chassèrent de la ville Neri della Faggiuola avec ses satellites, avant qu’il pût recevoir de secours.
Après avoir expulsé le maître étranger auquel ils avaient obéi, les Lucquois nommèrent Castruccio capitaine annuel de leurs soldats, et ils le confirmèrent trois ans de suite dans cette dignité. Castruccio, en 1320, chassa de Lucques les restes du parti guelfe, et il se fit attribuer par le sénat un pouvoir absolu, que le peuple confirma presque à l’unanimité.
Devenu seigneur de Lucques, il entreprit de diriger tous les Gibelins de Toscane, et de les faire agir de concert avec ceux de Lombardie. Il réunissait la ruse et la dissimulation à la valeur la plus brillante et aux plus rares talents , il avait l’art de se faire craindre du peuple et chérir des soldats. Sous ses ordres, il avait rassemblé un grand nombre d’aventuriers qu’il savait plier à l’obéissance, et qui communiquaient à ses armées leur intrépidité et leur esprit d’entreprise. Assez cruel pour faire trembler ses ennemis, assez égoïste pour n’être lié à ses amis qu’aussi longtemps qu’il avait besoin d’eux, il condamna plusieurs des premiers et quelques-uns des seconds à des supplices horribles sans perdre pour cela une certaine apparence de générosité chevaleresque qui faisait illusion à ses serviteurs.
Pendant un règne de quinze ans, il ne cessa pas un instant de combattre ; mais comme il menait toujours ses armées de victoires en victoires, et qu’il les entretenait aux dépens des ennemis, il ne paraissait point épuiser son petit Etat ou d’argent ou de soldats. Dans l’année 1320, Castruccio conquit sur les Florentins plusieurs forteresses du val d’Arno inférieur, la Garfagnana, la Lunigiana et une partie de la Rivière du levant de Gênes. Par correspondance épistolaire, il conseille le roi Jacques II en 1324 pour ses projets de récupération de la Corse ; à la suite du traité d'Anagni.
En 1325, il soumit la ville de Pistoie et tout son territoire, et il consolida cette conquête par la grande victoire qu’il remporta le 23 septembre à Altopascio, sur Raimond de Cardona et les Florentins. Il ravagea ensuite tout de Florence, d’où il enleva, pour l’ornement de Lucques, les tableaux et les statues dont les riches citoyens décoraient déjà leurs palais. Il donna tout l’appareil d’un triomphe à son retour de cette expédition : le général ennemi, qu’il avait fait prisonnier, marchait devant son vainqueur avec le char sacré des étendards florentins, que les Italiens appelaient le Carroccio, et que chaque cité considérait comme l’arche d’alliance. Dans les années suivantes, Castruccio remporta plusieurs avantages sur le duc de Calabre, que les Florentins avaient mis à la tête de leur gouvernement.
En 1327, il accueillit en Toscane Louis de Bavière, qui se rendait à Rome pour prendre, malgré le Pape, la couronne impériale. Louis trouva dans Castruccio son conseiller le plus fidèle et son plus ferme appui ; pour le récompenser, il érigea en duché les États qu’il gouvernait, savoir : Lucques, la Lunigiana, Pistoie et Volterra, et il lui fournit l’occasion de soumettre aussi bientôt après la république de Pise. Il emmena Castruccio à Rome avec lui ; il le créa chevalier et comte du palais de Latran, afin de recevoir de lui, à son couronnement, l’épée de l’empire. Il lui transmit ensuite la dignité de sénateur de Rome, dont il avait d’abord consenti à se revêtir lui-même ; mais au milieu de tant de gloire, Castruccio fut averti que la ville de Pistoia lui avait été enlevée par les Guelfes le 27 janvier 1328. Il partit aussitôt pour la recouvrer ; il en entreprit le siège, qui fut soutenu par les habitants avec la valeur plus opiniâtre. Castruccio déploya plus que jamais, dans cette occasion, la supériorité de ses talents militaires ; il réduisit à l’inaction une armée bien plus forte que la sienne, que les Florentins envoyaient contre lui pour le forcer à lever le siège. Il prit enfin Pistoia le 3 août 1328 ; mais les fatigues auxquelles il s’était livré sans relâche lui causèrent une pleurésie dont il mourut le 3 septembre de même année.
Il laissait trois fils légitimes encore en bas âge, et un bâtard : presque tous périrent misérablement. La principauté qu’il avait fondée fut détruite ; ses fils, chassés de toutes les villes où il avait dominé, furent poursuivis dans les montagnes comme des bêtes féroces. Les Florentins, qu’il avait combattus pendant toute sa vie s’agrandirent de toutes les conquêtes qu’il avait faites, et Lucques, sa patrie, expia sa gloire passagère par quarante-deux ans de servitude sous des maitres étrangers.
Machiavel a fait, sous le nom de Vie de Castruccio, une espèce de roman, où il ne faut chercher aucune vérité historique. D’autres ont défiguré davantage encore son histoire, en parlant de sa tendresse pour Paolo Guinigi, qu’ils disent son successeur, et des conseils qu’il lui donna en mourant. Paolo Guinigi, chef des Guelfes de Lucques, fut élevé à la souveraineté de cette ville en 1400, par le parti le plus opposé à Castruccio, et il mourut dans la force de l’âge, en 1432, cent quatre ans après celui dont on prétend qu’il fut l’élève. Dreux du Radier a donné la Vie de Castruccio Castracani, traduction de l’italien de Machiavel, avec des notes critiques et politiques, 1783, in-8o ; il en existait déjà une traduction française par Guillet, Paris, Barbin, 1671, in-12, sans notes.